# Rza Valibeyov
 (juillet 2023).
Rza Valibeyov (azéri : Rza Xəlil oğlu Vəlibəyov, russe : Риза Халилович Велибеков; né en 1903 et mort en 1974 à Erevan) est une figure du parti d'État soviétique d'Arménie, rédacteur en chef du journal Arménie soviétique.

## Biographie
Rza Khalil oglu Valibeyov est né en 1903 dans le village d'Akerak, district d'Abarazan. Après des études à l'Université communiste de Transcaucasie en 1924-1928, il travaille comme secrétaire du comité du parti du district de Basarketcher, puis pendant une courte période comme rédacteur en chef de "Guizil Chafag". Rza Valibeyov travaille comme chef de département au sein du Comité central du Parti communiste d'Arménie, commissaire du peuple à la justice de la RSS d'Arménie et vice-président du Conseil des commissaires du peuple. Il est député du Soviet suprême de la RSS d'Arménie. 
Malgré le fait que certaines sources indiquent qu'il est le seul Azerbaïdjanais enterré dans l'Allée d'honneur de Erevan (au Komitas Panthéon), ce n'est pas le cas : en réalité, Valibeyov est enterré au cimetière central de Tokhmakh. Sa pierre tombale porte la version russifiée de son nom — Riza Khalilovitch Velibekov.

## Livre
- Les pages du passé (Erevan, 1969)